# Pterotus curticornis
Pterotus curticornis är en skalbaggsart som beskrevs av Chemsak 1978. Pterotus curticornis ingår i släktet Pterotus och familjen lysmaskar. Inga underarter finns listade i Catalogue of Life.